# ZBR

Структура диску

Зональний побітовий запис (англ. Zone Bit Recording, ZBR) використовується дисковими накопичувачами для зберігання більшої кількості секторів на зовнішніх доріжках, ніж на внутрішніх. Також це запис із зональною постійною кутовою швидкістю (Zone CAV, Z-CAV або ZCAV).
На диску, що складається з доріжок, наближених до концентричним - реалізованих або як окремі кільцеві доріжки, або як єдина галактика доріжка, - фізична довжина доріжки (кола) збільшується в міру віддалення від центральної осі. Внутрішні доріжки записані з тією щільністю, яка забезпечена конкретною технологією запису, проте на зовнішніх доріжках при постійній кутовій швидкості потенціал пристрою реалізується не повністю.
Пристрій, що використовує ZBR, розділяє диск на декілька зон, записує внутрішню доріжку з максимально можливою щільністю, а інші доріжки використовуються із тими ж значеннями швидкості читання і запису. Це дозволяє зберігати на кожній доріжці за межами внутрішньої зони більше біт, ніж на дисках, що не використовують даний механізм. У результаті на тій же площі можна зберігати більше даних.
На жорстких дисках, що використовують ZBR, дані зовнішньої зони передаються з максимальною швидкістю. Так як у жорстких дисках і дискетах зазвичай нумерують циліндри, починаючи із зовнішнього краю, і оскільки операційні системи зазвичай заповнюють спершу циліндри з найменшими номерами, саме тут операційна система зберігає свої файли під час інсталяції на порожній диск.
Тестування дефрагментованих жорстких дисків, коли вони нові або порожні, часто показує найбільшу продуктивність. Через деякий час, коли зберігається більше даних на внутрішніх доріжках і/чи файли фрагментуються, середня швидкість передачі даних падає і жорсткий диск, в цілому, стає менш продуктивним щодо роботи із файлами (користувачі часто відмічають це як сповільнення роботи комп'ютера і/або накопичувача).